# Zav'jalovskij rajon (Territorio dell'Altaj)
Lo Zav'jalovskij rajon (in russo Завьяловский район?) è un rajon del kraj dell'Altaj, nella Russia asiatica.